# (2766) Leeuwenhoek
(2766) Leeuwenhoek (1982 FE1; 1941 BK; 1948 XH; 1980 TR5) ist ein ungefähr sieben Kilometer großer Asteroid des mittleren Hauptgürtels, der am 23. März 1982 von der tschechischen (damals: Tschechoslowakei) Astronomin Zdeňka Vávrová am Kleť-Observatorium auf dem Kleť in der Nähe von Český Krumlov in der Tschechischen Republik (IAU-Code 046) entdeckt wurde.

## Benennung
(2766) Leeuwenhoek wurde nach dem niederländischen Naturforscher Antoni van Leeuwenhoek (1632–1723) benannt, der Erbauer und Nutzer von Lichtmikroskopen war. Der Mondkrater Leeuwenhoek ist ebenfalls nach ihm benannt.